# MAPKAP1
MAPKAP1‏ (Mitogen-activated protein kinase associated protein 1) هوَ بروتين يُشَفر بواسطة جين MAPKAP1 في الإنسان.